# Lorenzo Chiavarini
Lorenzo Brando Chiavarini (Roma, Italia, 17 de enero de 1994) es un deportista británico que compite en vela en la clase Laser. Ganó dos medallas en el Campeonato Europeo de Laser, oro en 2019 y bronce en 2020.

## Palmarés internacional
| \| Campeonato Europeo \| Campeonato Europeo \| Campeonato Europeo \| Campeonato Europeo \| \| Año \| Lugar \| Medalla \| Clase \| \| ------------------ \| ------------------ \| ------------------ \| ------------------ \| \| 2019 \| Oporto (Portugal) \| Medalla de oro \| Laser \| \| 2020 \| Gdansk (Polonia) \| Medalla de bronce \| Laser \| |                   |                   |       |
| Campeonato Europeo |                   |                   |       |
| Año | Lugar             | Medalla           | Clase |
| 2019 | Oporto (Portugal) | Medalla de oro    | Laser |
| 2020 | Gdansk (Polonia)  | Medalla de bronce | Laser |